# Bélaya Kalitvá
Bélaya Kalitvá (en ruso: Белая Калитва) es una ciudad del óblast de Rostov del sur de Rusia. Está ubicada en la zona central del óblast, al este de las estribaciones de la cordillera de Donets, en la orilla izquierda del Río Donets, en su confluencia con los ríos Kalitvá y Lijaya, a 131 kilómetros al noreste de Rostov del Don (168 km por carretera). Su población era de 40.831 habitantes en 2017.
Es centro administrativo del raión de Bélaya Kalitvá y del municipio urbano Belokalitvínskoye, al que pertenecen asimismo Borodinov, Diadin y Potselúyev.

## Historia

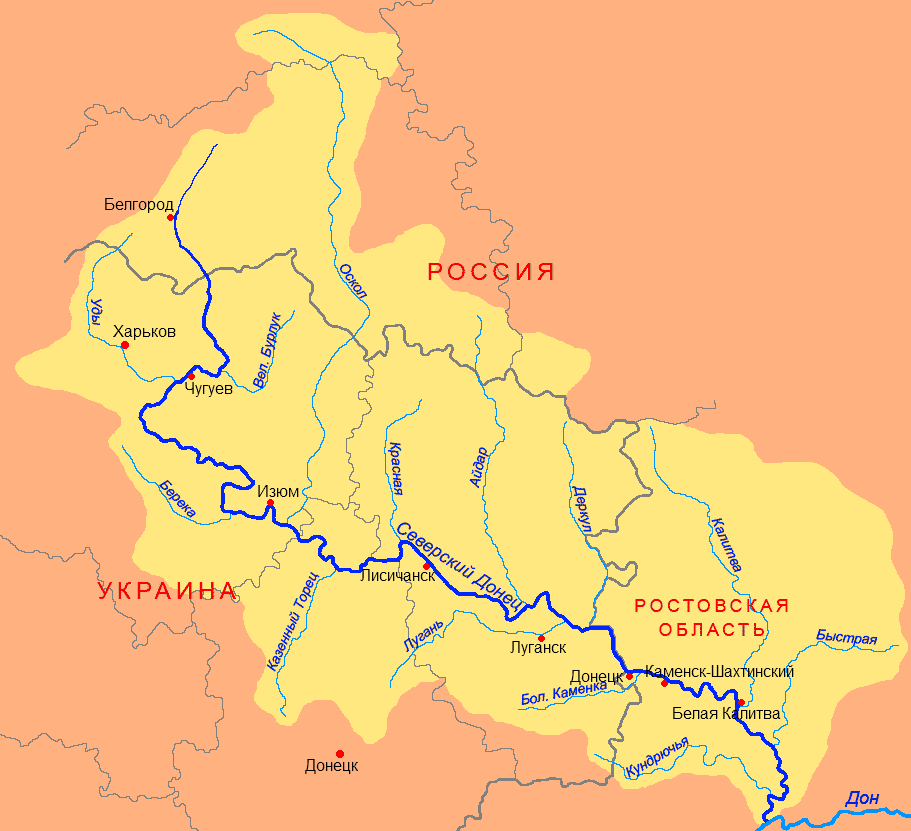
Mapa en ruso del río Donéts (Се́верский Доне́ц) en el que aparece sobre su curso bajo Bélaya Kalitvá (Белая Калитва).

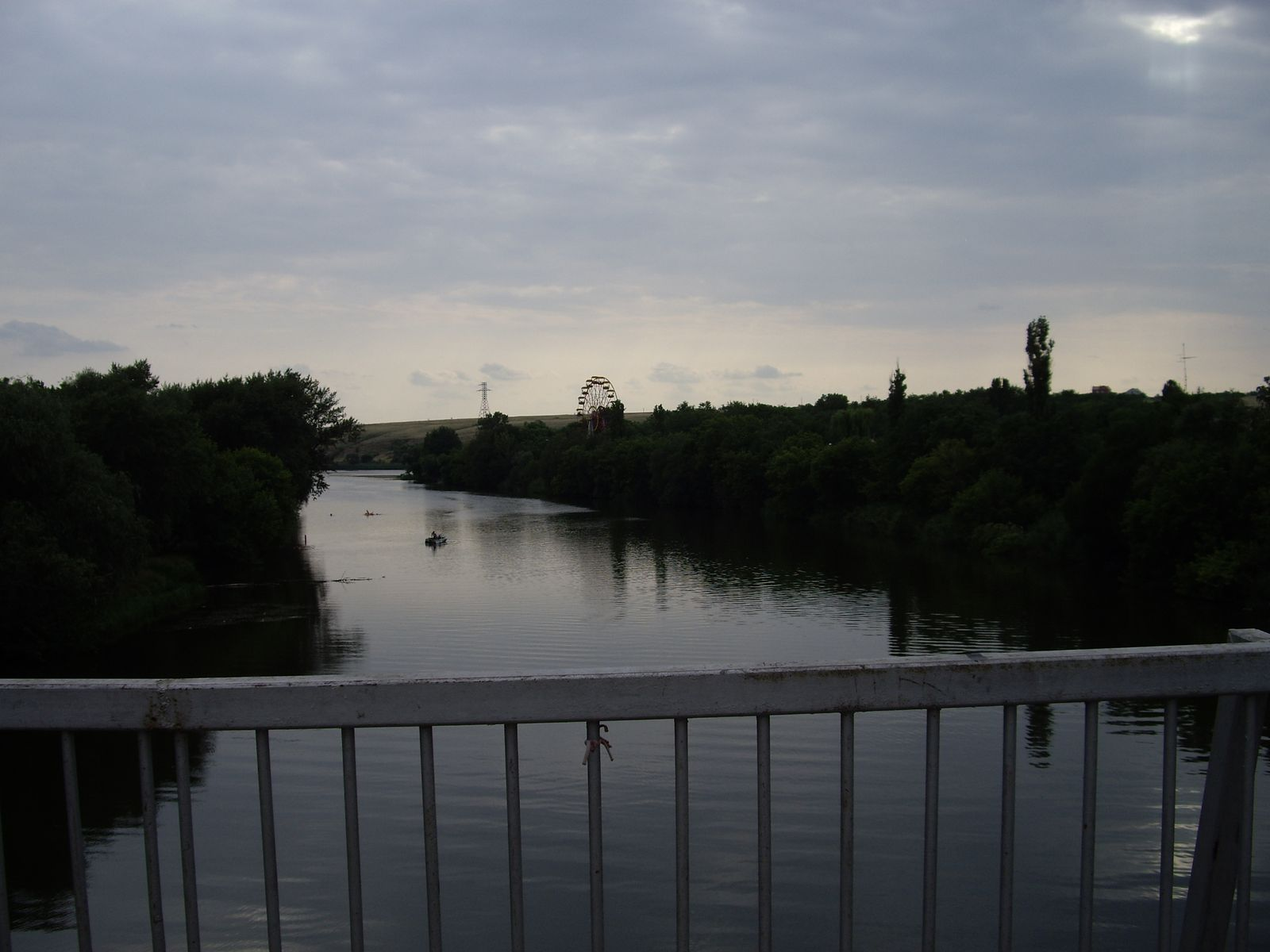
El río Kalitvá a su paso por la localidad y parque Mayakovski.

### Prehistoria
La localidad se halla junto a la intersección de cuatro ríos caudalosos, por lo que la región fue poblada desde tiempos antiguos. Se han hallado restos que se remontan a hace 4 000 años (II milenio a. C. Éstos pertenecen a la cultura de Srubna de la Edad de Bronce. Asimismo, en la década de 1980 se hallaron restos de la misma época pertenecientes a enterramientos de la cultura de las catacumbas, de la misma época. 

### Edad Media
Según los investigadores, la batalla entre los rusos y los polovtsí de 1185, registrada en el Cantar de las Huestes de Igor, se desarrolló entre los ríos Kalitvá y Bystraya (desemboca en el Séverski Donets algo al sur de Bélaya Kalitvá). Según el historiador V. A. Afonasiev el ejército de Ígor Sviatoslávich descendió por el actual Donbass y la orilla izquierda del Donets. Para él, el río Kayala (Каяла) nombrado en la epopeya, sería el Bystraya, sin embargo, para el también historiador V. I. Streletski, el río Kayala sería el Kalitvá.

### Antes de la Revolución

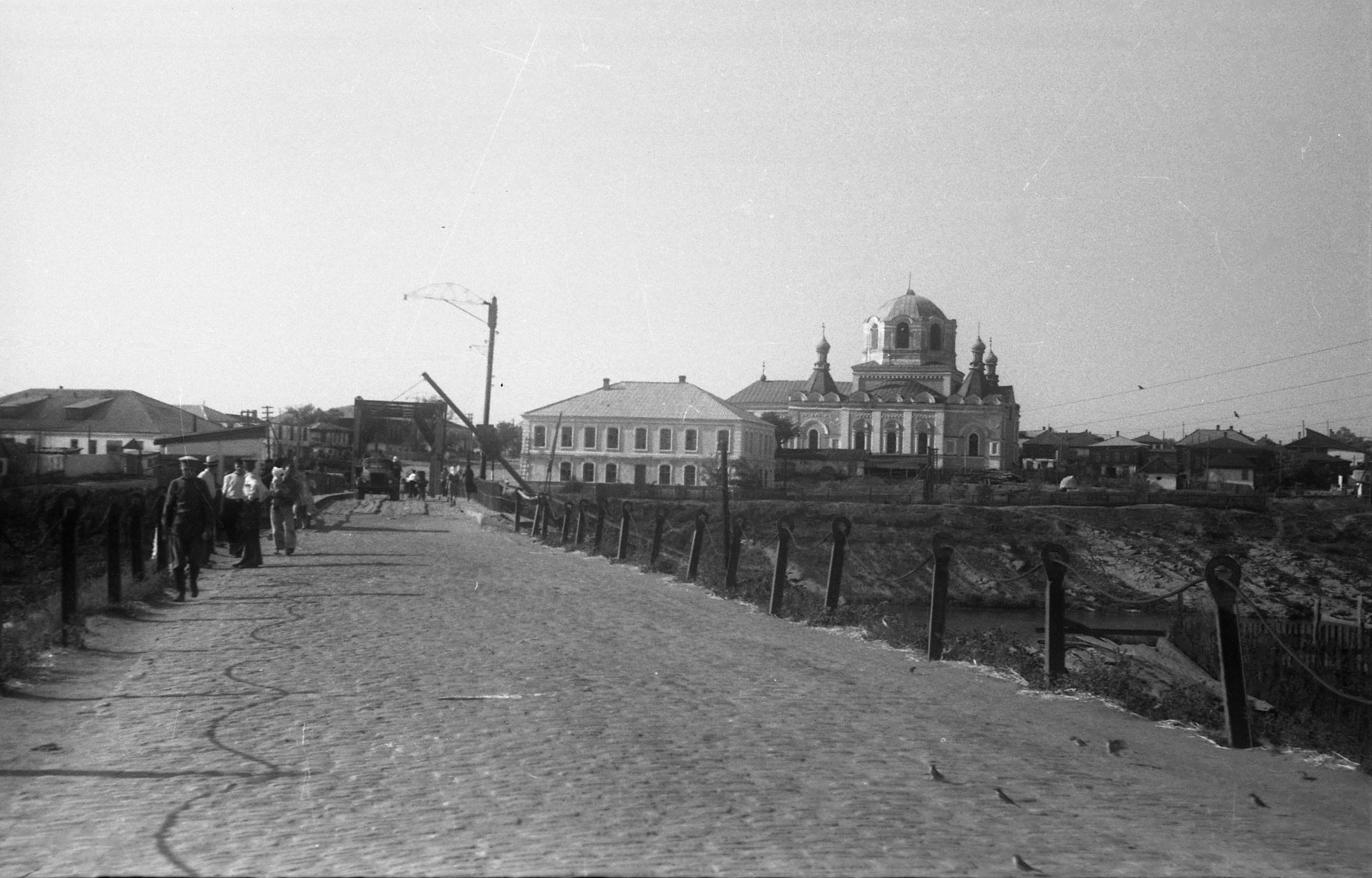
Vista de la localidad desde el puente sobre el Donets, 1942-1943.

La primera localidad cosaca en el emplazamiento de Bélaya Kalitvá fue fundada en 1703, por decreto del zar Pedro I, como se recoge en una carta enviada a la hueste de cosacos "permitidos" y dirigida a Sisia Yermoláyev, Mijaíl Nikitin y Yemelián Dorogalni, que habían enviado al zar una "súplica" (chelobítnaya) para instalar una stanitsa en el río Bélaya Kalitvá. 1703 se considera la fecha oficial de fundación de la stanitsa Ust-Belokalitvénskaya. La localidad estaba dividida en cuatro partes: Maidán, Nizovka, Bugor y Zayarovka. En 1900 fue conectada a la red de ferrocarril, y junto a la estación, se desarrolló el barrio de Forshtadt. La historia anterior a la Revolución rusa de 1917 estuvo vinculada a los cosacos del Don. Tras ella y la implementación del poder soviético en 1918, el 3er y 5º Ejércitos Rojos ucranianos de Kliment Voroshílov estuvieron instalados en la stanitsa. Durante la Guerra Civil Rusa, tras la insurrección de los cosacos en Vioshenskaya, el 10 (23) de febrero de 1919, Ust-Belokalitvénskaya decidió sumarse a la misma contra el ejército soviético.

### Gran Guerra Patria y posguerra

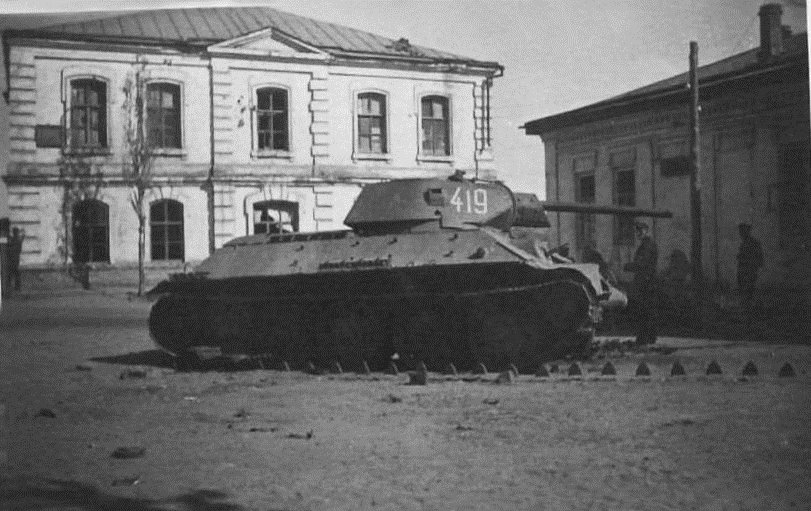
Tanque T-34 en la localidad, 1942-1943.

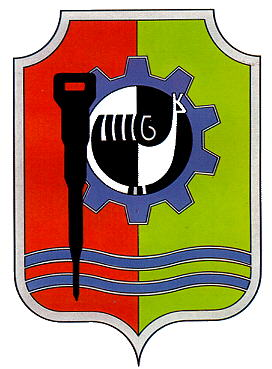
Escudo de Bélaya Kalitvá en 1968.

En 1937, con la creación del óblast de Rostov, Bélaya Kalitvá se convirtió en centro del raión de Bélaya Kalitvá del óblast. Con el desarrollo de la industria en la primera mitad del siglo XX, la stanitsa Ust-Belokalitvinskaya, se convirtió en una localidad industrial, y, en 1941, por ukaz del Soviet Supremo de la RSFS de Rusia recibió el estatus de asentamiento de trabajo y fue rebautizada como Bélaya Kalitvá. Durante la Gran Guerra Patria, la localidad fue ocupada por la Wehrmacht de la Alemania Nazi el 20 de julio de 1942. Fue liberada, dentro del contexto de las operaciones de la liberación de Stalingrado por el Escuadrón de Caballería de la Guardia de la División de Caballería Bashkiria, comandada por Annaklych Atáyev, el 19 de enero de 1943, con gran coste de vidas. En homenaje a los caídos, se construyó un memorial con los nombres de más de mil habitantes de la localidad que perdieron la vida en la guerra y una llama de fuego eterno (Colina de la Inmortalidad, Высотой Бессмертия). Atáyev, que murió en estas operaciones, recibió de manera póstuma el título de Héroe de la Unión Soviética, y una de las localidades del raión fue nombrada en su honor. Tras la guerra, se rehízo rápidamente la minería hullera, y se reanudó la construcción de una gran planta metalúrgica. En 1958 le fue concedido el estatus de ciudad.

### Accidente de tren de Bélaya Kalitvá
El 9 de mayo de 2013, a la 1:40 h, en la vía principal de la estación de Bélaya Kalitvá, el tren de mercancía nº 2035, con las locomotoras ZTE116 nº 1594/1179 de la empresa Lokomotívnoye depo Maksim Gorki (con sede en Volgogrado), que transportaba mercancías inflamables (materiales químicos como refinados de petróleo), se incendió y explotó, dejando 52 heridos, de los cuales 18 tuvieron que ser hospitalizados.

## Población
| 1745 | 1775 | 1860 | 1896 | 1959   | 1970   | 1979   | 1989   | 2002   | 2008   | 2016   | 2017   |
| ---- | ---- | ---- | ---- | ------ | ------ | ------ | ------ | ------ | ------ | ------ | ------ |
| 447  | 1134 | 9638 | 7558 | 23 533 | 30 857 | 38 038 | 47 803 | 47 347 | 44 800 | 41 220 | 40 831 |

## Economía

Vista de la localidad desde Zarechni, barrio al otro lado del Donets.

La principal empresa de la ciudad es la Asociación de Producción Metalúrgica de Bélaya Kalitvá (БКМПО, construida en 1941, desde 2005, filial rusa de Alcoa). Esta fábrica, en 1969 fue la primera en implantar la fundición de lingotes en cristalizador electromagnético (patente en 17 países), siendo nominados los especialistas para el Premio Estatal de la Unión Soviética. La fábrica participó en la fabricación del avión Ruslán y del transbordador Burán. Otras empresas de la región fabrican aleaciones de aluminio y productos acabados del mismo y labores de forja. En la localidad se halla una de las principales minas de carbón del Donbass. Otras fábricas producen productos textiles, cartón ondulado, productos textiles, ladrillos de silicatos, materiales para el asfaltado de carreteras, harina, pastelería y pastas alimenticias, maquinaria agrícola y alimentos procesados (leche, carne, etc.).

## Transporte
En la localidad hay una estación de ferrocarril (Bélaya Kalitvá) en la línea Lijaya-Morózovskaya.
Por la localidad pasa la carretera A260 (antigua M21). El transporte por autobús interurbano se realiza desde la estación de autobuses de Donautovokzal. El transporte urbano es llevabo a cabo por autobuses más pequeños (ПАЗ) y taxis con itinerario (marshrutka, empresa ГАЗель). Desde Bélaya Kalitvá parten autobuses que cubren el transporte de todas las localidades del raión.

## Sanidad
En Bélaya Kalitvá se halla el Hospital Central del Raión de Bélaya Kalitvá, situado en la calle Rosískaya, 5. Tiene espacio para 591 pacientes.

## Educación
Bélaya Kalitvá cuenta con siete Escuelas de Enseñanza Media Establecimiento de Presupuesto Municipal de Enseñanza General -МБОУ СОШ, MBOU SOSH-, las n.º 1, 2, 3, 4, 5, 6 y 17 y una de Enseñanza Primaria (n.º 1). En la localidad hay once jardines de infancia (n.º 1 Topolek, n.º 3 Krásnaya shaposhka, n.º 6 Skazka, n.º 7 Solnyshko, n.º 8 Cheburashka, nº16 Zolotaya rybka, nº41 Tsvetik-Semitsvetik, nº42 Diuimovochka, nº43 Kolobok, nº46 Alenushka, nº56 Ulybka  Asimismo se halla en la localidad la Escuela Estatal del Cuerpo de Cadetes Cosacos Matvéi Plátov, que en 2006 fue ampliada con una sección femenina, el Gimnasio Marinski. Para educación adicional existe una escuela infantil, dos escuelas de deportes de infancia y juventud y una escuela técnica infantil. Para la educación profesional se hallan en la localidad la Escuela Técnica Estatal de Humanidades e Industria de Bélaya Kalitvá y el Instituto Técnico Multiprofesional de Bélaya Kalitvá.

## Cultura
En la localidad se hallan los siguientes establecimientos culturales: el Palacio de Cultura de Bélaya Kalitvá Valeri Chkálov, el Sistema de Clubes de Bélaya Kalitvá, la Biblioteca Central Intermunicipal del Raión de Bélaya Kalitvá, el Museo de Historia de la Región de Bélaya Kalitvá (fundado en 1996, con sede en un edificio de 1886) y la Escuela Infantil de Bellas Artes de Bélaya Kalitvá.

## Deporte
En Bélaya Kalitvá se halla la Escuela Especializada de la Reserva Olímpica nº25" de Bélaya Kalitvá, en la que se practica remo, piragüismo, atletismo, natación, judo, fútbol, gimnasia rítmica y escalada. A disposición de la escuela se halla el Palacio de Deportes, donde se disputaron las Competiciones de Toda Rusia Héroe de la Unión Soviética Borís Ivánovich Bykov.
El equipo de fútbol más importante de la localidad es el Kalitvá.

## Lugares de interés
En 1970, sobre la colina Karagul se erigió un monumento, único en Rusia, al Cantar de las Huestes de Igor.  En la localidad hay varios monumentos de significado regional: un molino, el edificio del gimnasio cosaco, el Banco del Comerciante Sevriugov y su Casa, la Casa del Comerciante Siuchmezov, la Avenida de los Héroes de la Unión Soviética, los Héroes del Trabajo Socialista y los Soldados Internacionalistas, el Edificio de Dirección del Atamán, el Monumento a Lenin en la plaza del Teatro y el Monumento a la Gloria Eterna del Héroe, sobre la fosa común de soldados caídos en la liberación de la localidad en enero de 1943 (10 metros de altura -pedestal de 7 m y, sobre él, estatua de un soldado).
Dos kilómetros al norte de la localidad se puede ver el Bosque de Pinos de Bélaya Kalitvá, plantado por los cosacos en 1903 para estabilizar el terreno y proteger de la erosión. La superficie total es de alrededor de 40 ha, aunque en la actualidad se halla en malas condiciones.

## Religión

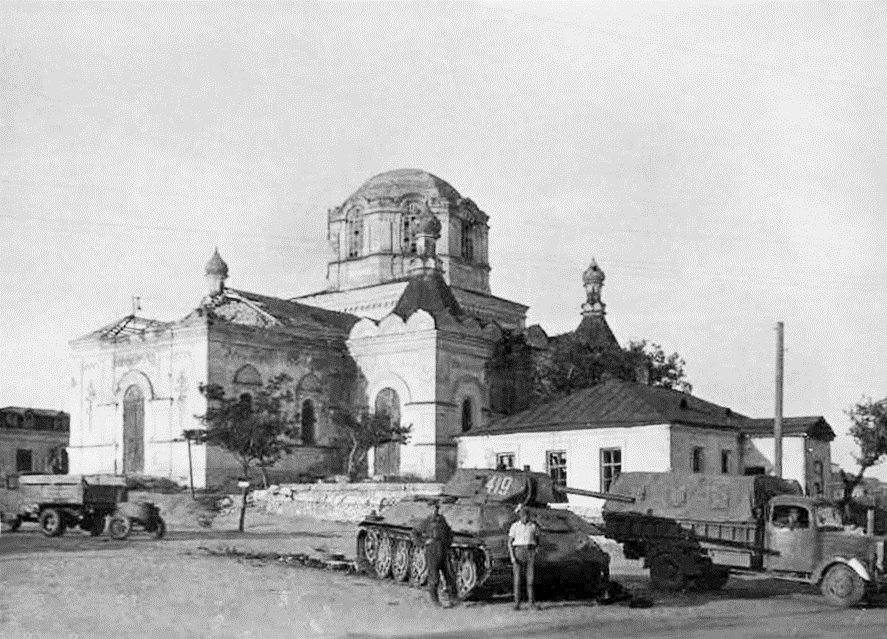
La Iglesia de la Presentación en el Templo de la Madre de Dios, en 1942.

En la localidad se halla la Iglesia de la Presentación en el Templo de la Madre de Dios (calle Bolshaya, 2), originalmente construida en madera en la década de 1780 y reconstruida en piedra en 1896-1905. En la década de 1930 fue cerrada, retiradas las cruces, cúpulas, campanario e iconostasio. El templo se abrió al culto en los años de la Gran Guerra Patria, pero sería cerrada de nuevo en 1961 para instalar en ella una Casa de Pioneros. En 1988 fue devuelto a la Iglesia ortodoxa rusa, que inició su restauración.
Otra de las iglesias de la localidad es la Iglesia del Icono de la Madre de Dios Derzhávnaya ("Soberana", calle Standartstroi, 18), construida entre 2004 y 2007.

## Nacidos en Bélaya Kalitvá
- Román Petrov (1919-1944), Héroe de la Unión Soviética.
- Aleksandr Siuchmezov (1911-1986), escritor, redactor jefe de la revista "Don".
- Aleksandr Kovaliov (*1975), piragüista ruso.
- Román Zarubin (*1976), piragüista ruso.
- Román Adámov (*1982), futbolista ruso.
- Mijaíl Tamonov (*1992), piragüista ruso.